# Eduardo García López
Eduardo García López (1918-1981) fue un político español, dirigente del Partido Comunista de España (PCE). Durante la Guerra civil estuvo al mando de varias brigadas mixtas e intervendría en varias operaciones militares. Tras la contienda marchó al exilio y se instaló en la Unión Soviética junto a otros comunistas españoles, formando parte de la dirección del PCE.

## Biografía
Nació en Madrid en 1918.
Se afilia a las Juventudes Comunistas desde 1932, con posterioridad se afiliaría al Partido Comunista de España. Participó activamente en la Huelga general revolucionaria de octubre de 1934. Detenido y juzgado por un consejo de guerra sumarísimo, se le impuso una condena de 12 años de cárcel (tenía 16 años). Pasó 16 meses en la prisión central de Burgos. Fue amnistiado por el Gobierno de Manuel Azaña tras el triunfo del Frente Popular en las elecciones de febrero de 1936.
Ese mismo año pasaría a formar parte de las recién creadas Juventudes Socialistas Unificadas (JSU).

### Guerra civil española
Al comienzo de la Guerra civil se unió a las milicias republicanas. Participaría en la defensa de la ciudad al frente del batallón «Frente de la Juventud», formado por milicianos procedentes de las Juventudes Socialistas Unificadas. Tomó parte en la defensa de la Casa de Campo y la Ciudad Universitaria. Posteriormente sería nombrado jefe de la 59.ª Brigada Mixta, lo que le convierte en el comandante de brigada más joven del Ejército republicano. Herido en combate en dos ocasiones, cojeaba ligeramente. Al mando de esta unidad intervendría en distintas operaciones militares, como la batalla del Ebro. En agosto de 1938 recibió el mando de la 100.ª Brigada Mixta, en el frente del Ebro.

### Exilio
Tras el final de la contienda marchó a exilio, instalándose en la Unión Soviética, donde trabajaría como educador infantil en Tiflis y Moscú.
En 1945 se instaló en Francia para trabajar en el Secretariado del PCE, bajo las directrices de Santiago Carrillo. En 1954 fue elegido miembro del Comité Central y en 1960 de nuevo pasó al Secretariado, siendo designado secretario de organización. Al contrario que la dirección del PCE, Eduardo García mantuvo una postura favorable a la invasión soviética de Checoslovaquia en 1968. Crítico con la posición oficial del partido, en octubre de 1969 llegaría incluso a escribir una carta-circular a los españoles comunistas que residían en la URSS; como consecuencia, sería expulsado del partido. Con posterioridad participaría en la fundación del Partido Comunista de España (VIII-IX Congresos) y del Partido Comunista de España Unificado (PCEU), formaciones que tuvieron una escasa influencia política. 
Falleció en 1981, tras haber regresado a España.